# Uli Rennert
Uli Rennert (* 25. September 1960 in Frankfurt am Main; † 5. Februar 2021 in Graz) war  ein österreichischer Jazzmusiker (Klavier, Synthesizer), Komponist und Universitätslehrer.

## Leben
Rennert wurde als Sohn der Opernsängerin Anny Schlemm und des Dirigenten Wolfgang Rennert geboren. Von 1967 bis 1979 hatte er Unterricht in Klavier bei Norbert Brecht, Tonsatz und Komposition bei Hans Kracke am Dr. Hoch’schen Konservatorium in Frankfurt am Main. Von 1976 bis 1979 studierte er Posaune und Jazz-Ensemblespiel bei Albert Mangelsdorff. Von 1979 bis 1987 setzte er sein Studium an der Jazzabteilung der Grazer Musikhochschule bei Harald Neuwirth und Helmut Iberer fort; dabei besuchte er Seminare bei George Gruntz, Rob Franken und Peter Herbolzheimer. 1984 war er Preisträger des internationalen Wettbewerbes des U.S. Keyboard Magazine, verbunden mit einem Stipendium des Berklee College of Music. 1987 erwarb er das Konzertdiplom Jazz-Klavier mit Auszeichnung an der Musikhochschule Graz. Seit 1993 war er österreichischer Staatsbürger.
Uli Rennert starb 2021 im Alter von 60 Jahren an den Folgen einer COVID-Infektion.

## Künstlerische Aktivitäten
Von 1981 bis 1986 leitete Rennert mit Erich Bachträgl die Formation „Positive“ (mit Jeff Wohlgenannt und Scotty Gottwald, LP Gollum – Bellaphon Records). Daneben wirkte Rennert bei zahlreichen Projekten verschiedenster musikalischer Richtungen mit, beschäftigte sich mit Tango Nuevo und Latin Music in Klaus Johns’ Tangavan-Ensembles. Weiter hatte er Aufträge als Studiomusiker und Arrangeur. Von 1988 bis 1993 arbeitete er im experimentell ausgerichteten Trio X-tra mit Heinrich von Kalnein und Lars Lindvall. Das Ensemble hatte eine rege Konzerttätigkeit und legte zwei LP/CDs sowie eine Auftragsarbeit für die Styriarte vor.
1991 gründete er die Formation TimeSquare mit Frank Schwinn, Achim Tang und Gregor Hilbe, später erweitert um Florian Bramböck. Mit TimeSquare unternahm er in den folgenden Jahren, neben internationalen Konzertreisen, ebenfalls einige CD- und Rundfunkproduktionen, unter anderem das Album HomePage mit David Liebman und Bob Mintzer als Gästen.
Seit 2001 war Uli Rennert über 20 Jahre lang Mitglied der JBBG-Jazz Bigband Graz, die vom Sänger und Trompeter Horst-Michael Schaffer und dem Saxophonisten Heinrich von Kalnein geleitet wird. Er wirkte auf 8 Alben als Keyboarder mit.
2006 begann Uli Rennert mit Produktionen zu bestimmten Themen, Project M, Project T, Project S, die „in einem sehr eigenen Seitenarm des Thirdstream“ verankert sind. 2014 erschien unter dem Titel „Von den Göttern weiss ich nichts“ eine CD mit Kammermusik für Mezzosopran, Sprecher, Live-Elektronik und wechselnde Instrumente nach Texten und Motiven von Robert Gernhardt, Erich Fried, Pablo Picasso, Martin Luther und anderen; dieser musikalische Grenzgang war zugleich die erste Zusammenarbeit mit seiner Tochter, der Mezzosopranistin Sophie Rennert.
Ab 2019 spielte er im Synthesizer-Trio codeRED mit Tin Džaferović (Kontrabass) und Andjelko Stupar (Schlagzeug).
Rennert war auch als Produzent aktiv.

## Pädagogische Tätigkeit
Von 1988 bis 1990 leitete Rennert die Jazz-Klavier-Klasse sowie einen Improvisations-Kurs an der Musikschule in Leibnitz. 1989 begann er eine Lehrtätigkeit an der Musikhochschule Graz – zunächst mit einem Lehrauftrag in Musikelektronik, 1990 dann zusätzlich Klavierpraxis. In den folgenden Jahren übernahm er auch Improvisationkurse sowie die Leitung von Ensembles. 2003 habilitierte er zum Ao. Univ. Professor im Fach Improvisation am Jazzinstitut der Kunstuniversität Graz.
Von 2002 bis 2007 war Rennert Studienrichtungskoordinator und Vorsitzender der Studienkommission bzw. Studienrichtungsarbeitsgruppe für Jazz an der Kunstuniversität Graz. Während dieser Zeit wurden die Studienpläne des Jazzinstitutes einer eingehenden Modernisierung unterzogen und an aktuelle Erkenntnisse und Bedürfnisse der Jazzpädagogik angepasst.
Rennert war Dozent bei nationalen und internationalen Seminaren für Jazz und improvisierte Musik – etwa am Jazz-Seminar Puławy, an der Sibelius-Akatemia und dem Jazz & Pop Konservatorium Helsinki und zu Meetings der International Association of Schools of Jazz (IASJ) in Siena und Freiburg im Breisgau.
Ab 2009 war er auch Artist in Residence an der Musikhochschule Basel für den Masterlehrgang Producing/Performance der Jazz-Abteilung.

## Diskografie (Auswahl)
unter eigenem Namen
- codeRED – 2020
- Von den Göttern weiss ich nichts – (Pan Tau X Records) 2014
- Project S – (Pan Tau X Records) 2012[5]
- Live in Vienna – Rennert Gesing Herbert (Rennert Music) 2011
- Project T – (Pan Tau X Records) 2010
- Project M – (Pan Tau X Records) 2007
- Composition – Gesing/Rennert/Herbert/ (Extraplatte) 2000
- (at the tip of the) TimeArrow – Uli Rennert Solo (Extraplatte) 1999
- HomePage – Uli Rennert TimeSquare feat. David Liebman, Bob Mintzer, Florian Bramböck (SOS Music) 1997
- Unexpected Events – Uli Rennert Timesquare (SOS Music) 1994
- live-traKs – X-tra (Plainisphare) 1993
- What You Give – Uli Rennert Quartett (Extraplatte) 1992
- electric poems – X-tra (Extraplatte) 1989

als Sideman
- Pan Tau X feat. Ernst Reijseger Datteltiger (Pan Tau X Records) 2007
- Heinrich von Kalnein Songlines (mit Marek Bałata, Achim Tang und Georg Hilbe; TCB) 2004/2006
- Vienna Art Orchestra art&fun.25 (Universal Music) 2002
- Heinrich von Kalnein Group New Directions (Nabel) 1995
- Erich Bachträgl's Positive Gollum (Bellaphon) 1981